# II liga 2020-2021
La II liga 2020-2021, chiamata per ragioni di sponsorizzazione anche eWinner II liga, è stata la 13ª edizione della terza serie del campionato polacco di calcio, dal momento in cui ha assunto tale nominazione. Il torneo è iniziato il 28 agosto 2020 ed è terminato il 13 giugno 2021. A causa della Pandemia di COVID-19 che ha interrotto la precedente edizione di III liga, solo ed esclusivamente per questa stagione, la II liga è composta da 19 formazioni anziché 18.

## Squadre partecipanti
| Club                  | Piazzamento nel 2019-20  | in II liga dal |
| --------------------- | ------------------------ | -------------- |
| Błękitni Stargard     | 12°                      | 2013-14        |
| Bytovia Bytów         | 4°                       | 2019-20        |
| Chojniczanka Chojnice | 17° in I liga 2019-2020  | 2020-21        |
| Garbarnia Kraków      | 7°                       | 2019-20        |
| GKS Katowice          | 3°                       | 2019-20        |
| Górnik Polkowice      | 11°                      | 2019-20        |
| Hutnik Kraków         | 1° in III liga Grupa IV  | 2020-21        |
| KKS Kalisz 1925       | 1° in III liga grupa II  | 2020-21        |
| Lech Poznań II        | 13                       | 2019-20        |
| Motor Lublino         | 2° in III liga Grupa IV  | 2020-21        |
| Olimpia Elbląg        | 8°                       | 2018-19        |
| Olimpia Grudziądz     | 16° in I liga 2019-2020  | 2020-21        |
| Pogoń Siedlce         | 10°                      | 2015-16        |
| Śląsk Wrocław II      | 1° in III liga Grupa III | 2020-21        |
| Skra Częstochowa      | 14°                      | 2018-19        |
| Sokół Ostróda         | 1° in III liga Grupa I   | 2020-21        |
| Stal Rzeszów          | 6°                       | 2019-20        |
| Wigry Suwałki         | 18° in I liga 2019-2020  | 2020-21        |
| Znicz Pruszków        | 9°                       | 2017-18        |

## Classifica finale
|  | Pos. | Squadra               | Pt | G  | V  | N  | P  | GF | GS | DR  |
|  | ---- | --------------------- | -- | -- | -- | -- | -- | -- | -- | --- |
|  | 1.   | Górnik Polkowice      | 76 | 36 | 22 | 10 | 4  | 70 | 29 | +41 |
|  | 2.   | GKS Katowice          | 70 | 36 | 22 | 4  | 10 | 67 | 41 | +26 |
|  | 3.   | Chojniczanka Chojnice | 67 | 36 | 19 | 10 | 7  | 63 | 34 | +29 |
|  | 4.   | Wigry Suwałki         | 64 | 36 | 18 | 10 | 8  | 51 | 35 | +16 |
|  | 5.   | KKS Kalisz            | 57 | 36 | 17 | 6  | 13 | 51 | 40 | +11 |
|  | 6.   | Skra Częstochowa      | 52 | 36 | 15 | 7  | 14 | 51 | 42 | +9  |
|  | 7.   | Śląsk Wrocław II      | 52 | 36 | 15 | 7  | 14 | 61 | 57 | +4  |
|  | 8.   | Garbarnia Cracovia    | 52 | 36 | 14 | 10 | 12 | 49 | 50 | -1  |
|  | 9.   | Motor Lublino         | 50 | 36 | 12 | 14 | 10 | 48 | 44 | +4  |
|  | 10.  | Stal Rzeszów          | 50 | 36 | 14 | 8  | 14 | 58 | 60 | -2  |
|  | 11.  | Sokół Ostróda         | 46 | 36 | 14 | 4  | 18 | 50 | 56 | -6  |
|  | 12.  | Hutnik Cracovia       | 45 | 36 | 13 | 6  | 17 | 47 | 61 | -14 |
|  | 13.  | Pogoń Siedlce (-3)    | 42 | 36 | 12 | 9  | 15 | 61 | 62 | -1  |
|  | 14.  | Lech Poznań II        | 40 | 36 | 11 | 7  | 18 | 45 | 58 | -13 |
|  | 15.  | Znicz Pruszków        | 38 | 36 | 10 | 8  | 18 | 37 | 55 | -18 |
|  | 16.  | Olimpia Elbląg        | 37 | 36 | 9  | 10 | 17 | 39 | 52 | -13 |
|  | 17.  | Olimpia Grudziądz     | 36 | 36 | 10 | 6  | 20 | 42 | 67 | -25 |
|  | 18.  | Błękitni Stargard     | 36 | 36 | 8  | 12 | 16 | 36 | 66 | -30 |
|  | 19.  | Bytovia Bytów         | 34 | 36 | 8  | 10 | 18 | 46 | 65 | -19 |

Legenda:

      Promosse in I liga 2021-2022

  Ammesse ai play-off.

      Retrocesse in III liga 2021-2022

Pogon Siedlce penalizzato di 6 punti, successivamente ridotti a 3
Tre punti a vittoria, uno a pareggio, zero a sconfitta.
La classifica viene stilata secondo i seguenti criteri:
- Punti conquistati
- Punti conquistati negli scontri diretti
- Differenza reti negli scontri diretti
- Reti realizzate negli scontri diretti
- Goal fuori casa negli scontri diretti (solo tra due squadre)
- Differenza reti generale
- Reti totali realizzate
- Fair-play ranking

## Spareggi

### Play-off
Le semifinali si sono disputate il 16 giugno 2021, mentre la finale il 19 giugno 2021.

#### Tabellone
|  | Semifinali            | Semifinali            | Semifinali |            |                  | Finale           | Finale | Finale |  |
|  |                       |                       |            |            |                  |                  |        |        |  |
|  | Chojniczanka Chojnice | Chojniczanka Chojnice | 0          |            |                  |                  |        |        |  |
|  | Chojniczanka Chojnice | Chojniczanka Chojnice | 0          |            |                  |                  |        |        |  |
|  | Skra Częstochowa      | Skra Częstochowa      | 1          |            |                  |                  |        |        |  |
|  | Skra Częstochowa      | Skra Częstochowa      | 1          |            | Skra Częstochowa | Skra Częstochowa | 3      |        |  |
|  |                       |                       |            |            | Skra Częstochowa | Skra Częstochowa | 3      |        |  |
|  |                       |                       | KKS Kalisz | KKS Kalisz | 0                |                  |        |        |  |
|  | Wigry Suwałki         | Wigry Suwałki         | KKS Kalisz | KKS Kalisz | 0                | 2 (2)            |        |        |  |
|  | Wigry Suwałki         | Wigry Suwałki         |            |            |                  |                  |        |        |  |
|  | KKS Kalisz (dtr)      | KKS Kalisz (dtr)      | 2 (4)      |            |                  |                  |        |        |  |

## Statistiche

### Classifica marcatori
| Gol |  |  | Giocatore         | Squadra               |
| --- |  |  | ----------------- | --------------------- |
| 18  |  |  | Kamil Wojtyra     | Skra Częstochowa      |
| 18  |  |  | Dawid Wolny       | Sokół Ostróda         |
| 16  |  |  | Sebastian Bergier | Śląsk II Wrocław      |
| 13  |  |  | Szymon Skrzypczak | Chojniczanka Chojnice |
| 13  |  |  | Eryk Sobków       | Górnik Polkowice      |
| 13  |  |  | Marcin Urynowicz  | GKS Katowice          |